# Caprice (film 1913)
Caprice è un film muto del 1913 diretto da J. Searle Dawley e interpretato da Owen Moore e Mary Pickford che, all'epoca, erano marito e moglie.
Fu l'esordio cinematografico di Ernest Truex, un attore che avrebbe avuto una lunga carriera e che si sarebbe ritirato a metà degli anni sessanta.

## Trama
Mercy Baxter, una selvatica ragazza delle Adirondacks, viene ferita accidentalmente da Jack Henderson, venuto a caccia tra le montagne perché stanco della vita di società. Jack si innamora subito di Mercy e, nonostante le obiezioni di suo padre che non vede di buon occhio un loro matrimonio, la sposa. Per Mercy, diventare una moglie colta, elegante e raffinata, però, è un compito troppo arduo e la giovane sposa fallisce miseramente nei suoi tentativi. Tanto che, alla fine, Jack ammette con suo padre di aver avuto torto. Mercy torna così a casa sua, nelle montagne.
Prendendo il nome di Miss Wheeler, Mercy si iscrive a una scuola dove conosce Edith. Questa, in realtà, anche se lei ne è ignara, è sua cognata, essendo la sorella di Jack. Le due ragazze diventano amiche e Mercy viene invitata a passare alcuni giorni a casa di Edith, per conoscere la sua famiglia. A casa degli Henderson, Mercy colpisce gli ospiti sfoderando fascino e grazia, doti che ha acquisito studiando con impegno. Jack non riesce a capire se quella sia proprio sua moglie o una ragazza che le somiglia. In ogni caso, si innamora nuovamente di Mercy. Quando poi, ha la certezza che la supposta Miss Wheeler è veramente Mercy, la sua felicità non ha limiti.

## Produzione
Il film fu prodotto dalla Famous Players Film Company. Venne girato a Red Bank, nel New Jersey.

## Distribuzione
Distribuito dalla Famous Players Film Company che lo fece uscire nelle sale USA il 10 novembre 1913. Il film è presumibilmente perduto.